# (27712) Coudray
(27712) Coudray ist ein Asteroid des Hauptgürtels, der am 3. November 1988 vom deutschen Astronomen Freimut Börngen an der Thüringer Landessternwarte Tautenburg (IAU-Code 033) in Thüringen entdeckt wurde.
Der Asteroid wurde nach dem deutschen Architekten des Klassizismus und Oberbaudirektor des Großherzogtums Sachsen-Weimar-Eisenach Clemens Wenzeslaus Coudray (1775–1845) benannt, der durch seine Bauten das Stadtbild Weimars maßgeblich prägte.